# Giulia Rambaldi Guidasci
Giulia Rambaldi Guidasci (11 de novembro de 1986) é uma jogadora de polo aquático italiana.

## Carreira
Giulia Rambaldi Guidasci integrou o elenco da Seleção Italiana de Polo Aquático Feminino em Londres 2012, que foi sétima colocada.